# Fallen and Forgotten
Fallen and Forgotten — единственный полноформатный альбом британской готик-/дэт-рок группы All Gone Dead, вышедший 19 мая 2006 года на австрийском лейбле Strobelight Records. Релизу альбома предшествовал выпуск мини-диска Conceiving the Subversion (2005).

## Стиль и отзывы критиков
Альбом получил одобрительные оценки от европейских музыкальных критиков. Томас Тиссен из журнала Sonic Seducer назвал диск «более чем неплохим», «в высшей степени разнообразным дебютом» и отметил, что All Gone Dead удачно сочетают в своей музыке элементы дэт-рока, классической готики восьмидесятых и пост-панка, не испытывая при этом каких бы то ни было серьёзных творческих затруднений. Кроме того, Тиссен счёл композиции «Vivid Still Beating», «Newspeak (Room 101)» и «Within but not Before» многообещающими хитами готических клубов.
Курт Ингельс из голландского онлайн-журнала Dark Entries также высоко оценил альбом. По его мнению, на нём группе удалось представить «настоящий дэт-рок старой школы» с энергичными, запоминающимися мелодиями и яркими гитарными партиями. Лучшей песней критик посчитал «безусловный хит» «Sunday Went Mute», а среди других удачных композиций назвал «Newspeak (Room 101)», «Within but not Before», «The Holy City of Karbala» и рок-н-ролльную песню «Cedric Krane».

## Список композиций
1. «(G)enerating» — 0:46
2. «The Holy City of Karbala» — 4:14
3. «Newspeak (Room 101)» — 3:14
4. «Just 80 Miles West» — 3:56
5. «Skritch’n’skrill» — 4:12
6. «Vivid Still Beating» — 4:02
7. «(O)perating» — 1:04
8. «Orchids in Ruin» — 4:35
9. «Cedric Krane» — 3:13
10. «Within but not Before» — 4:40
11. «Sunday Went Mute» — 3:41
12. «The Aftertaste» — 4:24
13. «(D)escending» — 6:58

## Участники записи
- Стич — вокал, программирование, тексты песен
- Дарлин Грэйв — бас-гитара, бэк-вокал, дизайн обложки
- Серена Фэйт — гитара
- Джо Лансдейл — гитара, программирование, продюсирование